# Damien Rice
Damien Rice (Dublín, 7 de diciembre de 1973) es un músico, cantante y compositor irlandés.

## Biografía
Originalmente Rice fue el cantante de Juniper, una banda de rock que llegó a lanzar los sencillos "The World Is Dead" y "Weatherman". En la víspera de la grabación de su primer álbum en 1999, a Rice no le gustó la dirección comercial que estaba tomando el disco, debido a la presión de la discográfica Polygram, y decidió abandonar el grupo. Sus compañeros de Juniper se convirtieron en Bell X1.
Él se trasladó a la Italia rural, donde tocó la guitarra acústica, escribió canciones y recorrió Europa hasta que fue capaz de formar un grupo y tocar pequeños conciertos en cafeterías del área de Dublín. Gracias a su primo segundo, David Arnold, Rice pudo grabar O, por el que ganó varios premios. Otros miembros del grupo son: Lisa Hannigan, como cantante y ocasionalmente toca guitarra y bajo; Vyvienne Long, que toca el Chelo; el percusionista Tom Osander; y el bajista Shane Fitzsimons.
"The Blower's Daughter" y "Cold Water" fueron parte de la música en la película Closer, dirigida en 2004 por Mike Nichols. "Cold Water" también fue parte de la serie de televisión estadounidense ER, y las películas La chica del café, I Am David y Pequeñas Mentiras sin Importancia. "Delicate" formó parte de la película Querido Frankie y de las series de televisión Perdidos, House, Alias, CSI: Miami y Misfits La Casa de Papel La canción "Cannonball" fue parte de la película In good company - Algo más que un jefe, y en series como The L word y The O.C. Su canción “It takes a lot to know a man" apareció en el segundo episodio de la serie Dickinson. También aparece en la película francesa "Pequeñas Mentiras sin Importancia". La relación profesional con la también cantante Lisa Hannigan llegó a su fin el año 2007.

## Vida privada
Damien Rice tuvo una relación sentimental con su compañera y también cantante Lisa Hannigan. También ha sido pareja de la actriz francesa Mélanie Laurent.

## Premios
Damien Rice ganó el prestigioso premio estadounidense Short List Prize y fue nominado para un premio Brit por su primer disco.
En 2007, tras la publicación de su segundo álbum, fue nominado a un Premio Brit (Brit Awards) como mejor artista internacional, junto a Justin Timberlake, Beck, Bob Dylan y Jack Johnson.

## Activismo
Damien Rice también es conocido por estar envuelto en varias campañas de derechos humanos para liberar a la líder birmana Aung San Suu Kyi, que actualmente está bajo su tercer arresto domiciliario desde septiembre de 2003 en Rangún por los militares birmanos. Damien y Lisa grabaron una canción de solidaridad para pedir su liberación titulada "Unplayed Piano".

## Discografía

### Álbumes
- O (LP), 1 de febrero de 2002
- 9 (LP), 6 de noviembre de 2006
- My Favourite Faded Fantasy (LP), 31 de octubre de 2014

### EP
- Live From The Union Chapel (EP), 2003
- B-Sides (EP), 2004

### Sencillos
- "The Blower's Daughter", septiembre de 2001
- "Cannonball", mayo de 2002
- "Volcano", octubre de 2002
- "Woman Like A Man", marzo de 2003
- "Lonelily" (Vinilo), abril de 2004
- "Lonely Soldier", junio de 2004
- "Unplayed Piano", junio de 2005
- "9 Crimes", noviembre de 2006

### Colaboraciones
- Be Yourself, Jerry Fish and the Mudbug Club (septiembre de 2002)
- Skylarkin, Mic Christopher (noviembre de 2002)
- Burn the Maps, The Frames (septiembre de 2004)
- The Beekeeper, Tori Amos (febrero de 2005)
- Don't Explain, Herbie Hancock, Lisa Hannigan (agosto de 2005)
- Live At The Olympia Aslan (2005)
- The Swell Season, Glen Hansard (abril de 2006)